# Lasionycta poca
Lasionycta poca là một loài bướm đêm thuộc họ Noctuidae. Nó được tìm thấy ở khắp Dãy núi Rocky của Alberta, westward to the Coast Range ở miền tây British Columbia và southward ở Cascades tới Okanogan County, Washington.
It is predominantly alpine và is most common near timberline, but occasional specimens are collected in nearby forest.
Sải cánh dài khoảng 27 mm. Con trưởng thành bay từ giữa tháng 6 qua tháng 8.